# Cryptolabis (Procryptolabis) pedanophallus
Cryptolabis (Procryptolabis) pedanophallus is een tweevleugelige uit de familie steltmuggen (Limoniidae). De soort komt voor in het Neotropisch gebied.